# Sint-Corneliuskapel (Holzheim)

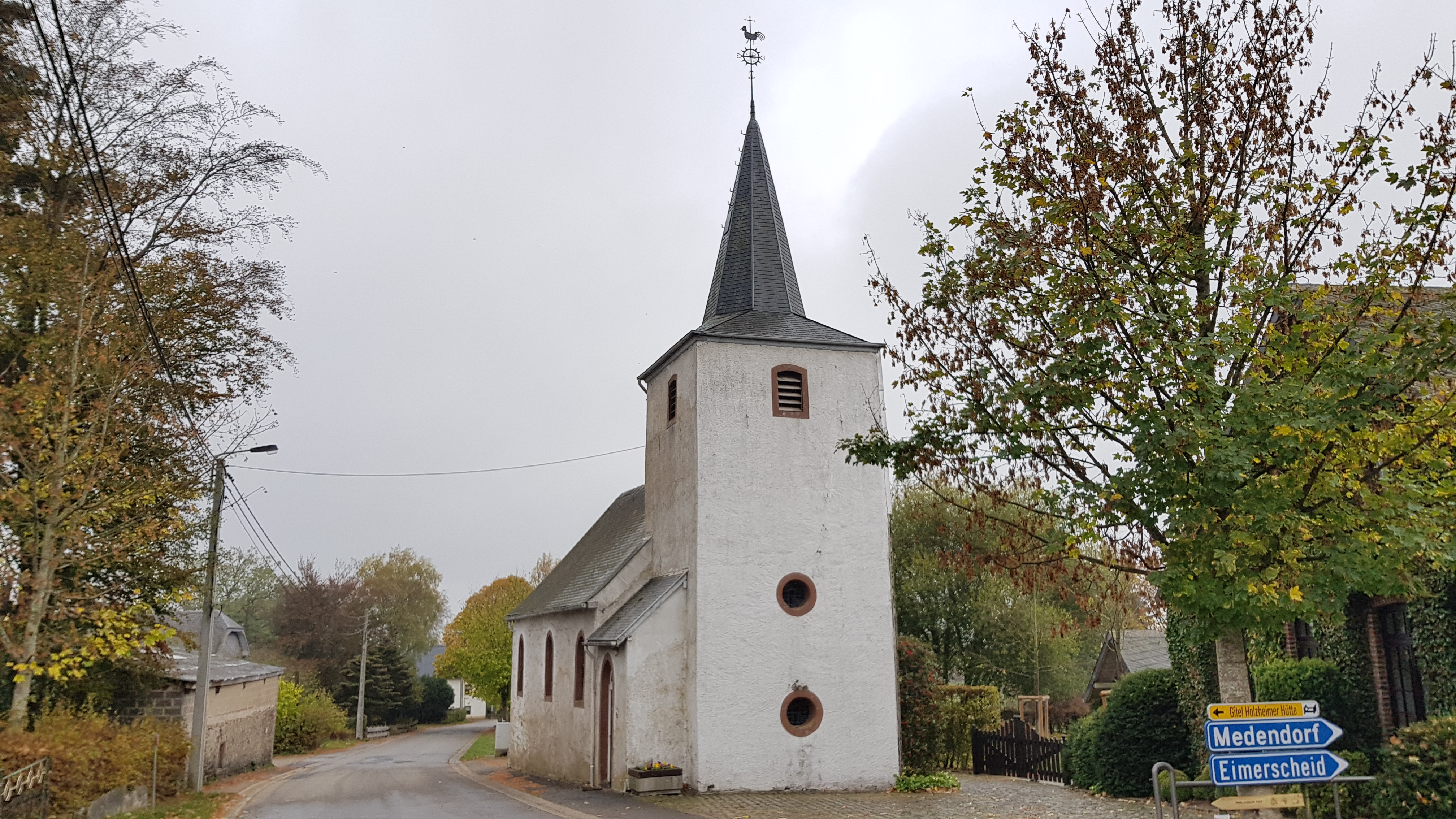
Sint-Corneliuskapel

De Sint-Corneliuskapel (Duits: Sankt Kornelius Kapelle) is een kapel in de tot de gemeente Büllingen behorende plaats Holzheim in de Belgische provincie Luik.
Reeds in 1655 stond er een kapel op deze plaats, maar de huidige kapel is vermoedelijk van wat later datum.
De oriëntatie is merkwaardig, aangezien het koor aan de zuidzijde ligt en de ingang aan de noordzijde. Daar bevindt zich ook de voorgebouwde vierkante toren met achtkante ingesnoerde naaldspits. Het koor is driezijdig afgesloten.
De kapel bezit twee beelden, een van Sint-Cornelius en een van Sint-Donatius van Münstereifel, beide in gepolychromeerd hout, van de 1e helft der 18e eeuw.